# Palpoxena flava
Palpoxena flava es una especie de insecto coleóptero de la familia Chrysomelidae.
Fue descrita científicamente en 1939 por Laboissiere.